# Азере (Табуа)
Азере (порт. Ázere) — район (фрегезия) в Португалии, входит в округ Коимбра. Является составной частью муниципалитета Табуа. Находится в составе крупной городской агломерации Большая Коимбра. По старому административному делению входил в провинцию Бейра-Алта. Входит в экономико-статистический субрегион Пиньял-Интериор-Норте, который входит в Центральный регион. Население составляет 799 человек на 2001 год. Занимает площадь 11,95 км².
Покровителем района считается Святой Мамеде (порт. São Mamede).